# Highlands (Texas)
Highlands è un census-designated place degli Stati Uniti d'America situato nella contea di Harris dello Stato del Texas.
La popolazione era di 7.522 persone al censimento del 2010.

## Geografia fisica
Highlands è situata a 29°49′00″N 95°03′34″W (29.816803, -95.059362), sulle rive del fiume San Jacinto e dello Houston Ship Channel, lungo la Union Pacific Railroad, a nord della Interstate 10 e ad ovest della Farm to Market Road 2100, in una zona industrializzata della contea di Harris.
Secondo lo United States Census Bureau, ha un'area totale di 6,5 miglia quadrate (16,9 km²), di cui 4,9 miglia quadrate (12,6 km²) di terreno e 1,7 miglia quadrate (4,3 km²), o 25,18%, d'acqua.

## Società

### Evoluzione demografica
Secondo il censimento del 2000, c'erano 7.089 persone, 2.564 nuclei familiari e 1.976 famiglie residenti nella città. La densità di popolazione era di 1.148,1 persone per miglio quadrato (443,6/km²). C'erano 2.812 unità abitative a una densità media di 455,4 per miglio quadrato (176,0/km²). La composizione etnica della città era formata dal 90,18% di bianchi, l'1,61% di afroamericani, lo 0,51% di nativi americani, lo 0,39% di asiatici, lo 0,03% di isolani del Pacifico, il 5,28% di altre razze, e il 2,00% di due o più etnie. Ispanici o latinos di qualunque razza erano il 13,01% della popolazione.
C'erano 2.564 nuclei familiari di cui il 37,3% aveva figli di età inferiore ai 18 anni, il 59,7% aveva coppie sposate conviventi, l'11,9% aveva un capofamiglia femmina senza marito, e il 22,9% erano non-famiglie. Il 19,4% di tutti i nuclei familiari erano individuali e il 7,2% aveva componenti con un'età di 65 anni o più che vivevano da soli. Il numero di componenti medio di un nucleo familiare era di 2,75 e quello di una famiglia era di 3,14.
La popolazione era composta dal 27,8% di persone sotto i 18 anni, l'8,4% di persone dai 18 ai 24 anni, il 29,4% di persone dai 25 ai 44 anni, il 23,6% di persone dai 45 ai 64 anni, e il 10,8% di persone di 65 anni o più. L'età media era di 36 anni. Per ogni 100 femmine c'erano 100,8 maschi. Per ogni 100 femmine dai 18 anni in giù, c'erano 96,5 maschi.
Il reddito medio di un nucleo familiare era di 41.288 dollari e quello di una famiglia era di 49.655 dollari. I maschi avevano un reddito medio di 41.926 dollari contro i 25.226 dollari delle femmine. Il reddito pro capite era di 18.556 dollari. Circa il 6,7% delle famiglie e il 9,8% della popolazione erano sotto la soglia di povertà, incluso il 13,0% di persone sotto i 18 anni e il 6,3% di persone di 65 anni o più.